# Мірча Септілічі

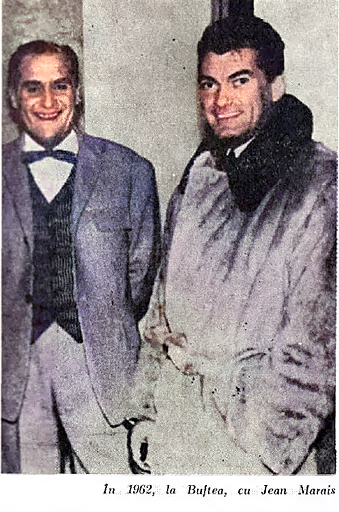
Септілічі з Жаном Маре, 1962.

Мірча Септілічі (2 серпня 1912 — 7 жовтня 1989) — румунський актор. Септілічі отримав визнання критиків за свої ролі в таких фільмах, як «Телеграми» (1960), «Дунайські хвилі» (1960), «Солдати свободи» (1977), «Чорноморські пригоди», навіяні Джеймсом Бондом (1972), та інших важливих румунських кінематографічних роботах. Септілічі, був одним із найвідоміших румунських акторів.
Його виступ у Telegrams отримав номінацію на «Золоту пальмову гілку» на Каннському кінофестивалі 1960 року разом із такими культовими фільмами, як «Солодке життя» (1960) Федеріко Фелліні та «Пригода» (1960) Мікеланджело Антоніоні, що стало ключовим моментом для румунського кіно.
Акторство було успішним із самого початку з «Зіркою без імені». Потім на сценах Канади, а через деякий час і в США, Ізраїлі.

## біографія
Мірча Септілічі народився 2 серпня 1912 року в місті Бухарест.
У 1937 році закінчив театральну академію в Бухаресті. У 1948—1956 роках був затриманий, звинувачений в антикомуністичній діяльності як учасник групи «Tămădău». У 1967 році отримав орден «За заслуги в галузі культури» IV ступеня за видатні досягнення в драматичному мистецтві..

## Рання кар'єра
Септілічі розпочав свою театральну акторську кар'єру з дебюту у відомій п'єсі Михайла Себастьяна «Зірка без імені», яка закріпила його статус як актора румунського театру.

## Міжнародна кар'єра
Септілічі стала його роль у румунському фільмі 1960 року "Telegrame" (Телеграми), який того ж року був показаний на Каннському кінофестивалі. Фільм режисерів Аурел Міхелеш і Георге Нагі був сатиричною комедією, яка була номінована на Каннському фестивалі. 
У 1967 році Септілічі виступає на сценах Італії, виступаючи в театрі Ла Феніче у Венеції. Він зіграв роль Агамемнона в «Троїлі і Крессиді» Вільяма Шекспіра.

## Спадщина
У Сучаві, Румунія, є Strada Mircea Șeptilici (47°39′16″ пн. ш. 26°15′09″ сх. д. / 47.65448° пн. ш. 26.25247° сх. д.)